# 리브 모건
리브 모건(Liv Morgan, 1994년 6월 8일 ~ )은 미국의 프로레슬링선수, 배우이다. 본명은 지오나 진 대디오 (Gionna Jene Daddio)이며, 키는 160cm(5 ft 3 in)이다. 피니쉬는 오블리비언(스프링보드 리버스 STO), 리브 킥(리버스 하이 킥), 져지 코드브레이커(점핑 더블 니 페이스브레이커), 져지 킥(런닝 스피릿-레그드 야쿠자 킥), 뉴 저지 버스터(싯아웃 페이스버스터), 후지와라 암바, 길로틴 초크, 져지 찹(다이빙 백 찹), 오블리비언 킥(핸드스프링 백 오버헤드 킥), 오블리비언 락(리버스 클로버리프), 오브리비언 드롭(인버티드 프론트 페이스락 커터), 샤이닝 위자드, 프로디지 드라이버(앱도미널 스트레치 드라이버), 프로디지 크랩(보스턴 크랩), 프로디지 엘보우(다이빙 백 엘보우 스매쉬), 다이빙 헤드시저스 드라이버로 사용을 한다. 이중에서도 꽤 어린 선수이다 2015년 프로레슬링 입문이다. 2024년 8월 경에서는 저지먼트 데이라는 멤버로 들어 가게되는 일이다. 악역 스테이블이라서 그런지 악명 높다. 미국 뉴저지 엘름우드 파크라고 살았다는 증거다.

## Professional wrestling highlights
- Finishing moves
  - Diving headscissors driver - 2015-2017
  - Fujiwara armbar - 2015-2017
  - Guillotine choke - 2017-2019
  - Jersey Chop (Diving back chop) - 2017-2019
  - Jersey Codebreaker (Jumping double knee facebreaker) - 2017-2019
  - Jersey Kick (Running split-legged yakuza kick) - 2017-2019
  - Liv Kick (Reverse high kick) - 2015-2017
  - New Jersey's Buster (Sitout facebuster) - 2015-2017
  - Obiivion (Springboard reverse STO) - 2020-present
  - Obiivion Drop (Inverted front facelock cutter) - 2020-present
  - Obiivion kick (Handspring overhaed kick) - 2020-present
  - Obiivion Lock (Reverse cloverleaf) - 2020-present
  - Prodigy Crab (Boston crab) - 2019-2020
  - Prodigy Elbow (Diving back elbow smash) - 2019-2020
  - Prodigy Drop (Abdominal stretch driver) - 2019-2020
  - Shining wizard - 2019-2020
- Signature moves
  - Body slam
  - Diving hurricanrana
  - Enzuigiri
  - Lariat
  - Seated slam
  - Slingshot double foot stomp
- Nicknames
  - "Miracle Kid"
  - "Ms. Money in the Bank"
  - "The Problem Child of WWE"
  - "The Self-Proclaimed Juvenile Delinquent"
- Entrance theme
  - "Livin' Large" by CFO$ (WWE NXT; 2016-2017)
  - "We Riot" by CFO$ (WWE; 2017-2019; used as a member of The Riott Squad)
  - "Nah Nah" by Def Rebel (WWE; 2019-2022)
  - "Nah Nah (Remix)" by Def Rebel (WWE; 2022)
  - "Watch Me" by Def Rebel (WWE; 2022)
  - "The Other Side" by Alter Bridge (WWE; 2024; used as a member of The Judgment Day)
  - "Liv Gone Mad" by Def Rebel (WWE; 2022-present)
  - "Rulers Of The World"  by Def Rebel  feat. Stevie Stone (WWE; 2024-present; used as a member of The Judgment Day)

## 수상
- 랭크드 넘버 9 오브 더 30 베스트 프로레슬링 언더 30 인 2023
- 랭크드 넘버 6 오브 더 탑 10 워민스 레슬러 오브 프로레슬링 파워 인 2024
- 아웃 오브 캐릭터 게스트 오브 더 이열 (2022)
- 워스트 레슬러 피멜 (2016)
- 워스트 매치 오브 더 이열 (2016) - 알리야
- 피멜 브레이크아웃 레슬러 오브 더 이열 (2022)
- 팩션 오브 더 이열 (2024) 에스 파트 오브 저지먼트 데이
- 베스트 오 마이 갓 모먼트 리브 모건 키서스 도미닉 미스테리오 WWE 썸머슬램 2024
- 컴백 오브 더 이열 (2024)
- 랭크드 넘버 12 오브 더 탑 250 피멜 레슬링 인 더 PWI 위민스 250 인 2024
- 랭크드 넘버 17 오브 더 탑 150 피멜 레슬링 인 더 PWI 위민스 150 인 2022
- 랭크드 넘버 48 오브 더 탑 50 태그팀즈 인 더 태그팀 50 인 2021 - 루비 라이엇
- 랭크드 넘버 24 오브 더 탑 100 태그팀즈 인 더 태그팀 100 인 2023 - 라켈 로드리게스
- 워스트 퓨드 - 피멜 (2022) - 론다 로우지
- 랭크트 넘버 1 어브 더 탑 피멜 레슬러즈 언크라운드 파운드 포어 파운드 프로우 레슬링 인 2024
- 베스트 선역 오브 더 이열 (2021, 2022)
- 브레이카우트 오브 더 이열 (2022)
- 모스트 임푸르드 오브 더 이열 (2022)
- WWE 위민스 월드 챔피언 (2회)
- WWE 위민스 크라운 주얼 챔피언 (1회)
- WWE 위민스 태그팀 챔피언 (4회) - 라켈 로드리게스
- WWE 위민스 머니 인 더 뱅크 (위민스 2022)